# Istoria Iordaniei

Stema Iordaniei

Istoria Iordaniei se referă la istoria Regatului Hașemit al Iordaniei din preistorie până în prezent.

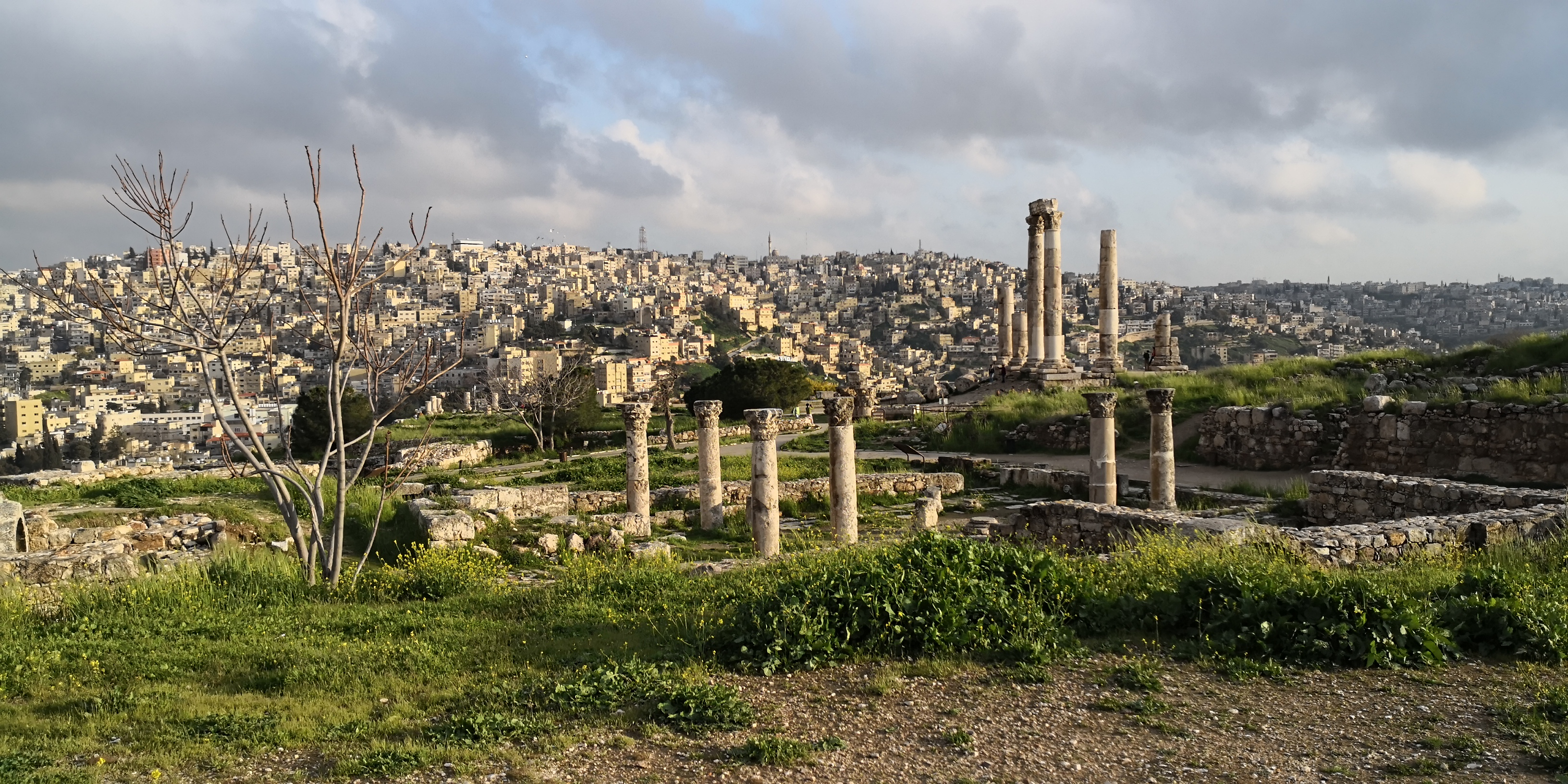
Cetatea Ammanului reflectă 7000 de ani de istorie iordaniană

Poate fi urmărită până la începutul așezărilor umane continue în jurul anului 10.000 î.Hr. a intelege. Popoarele semitice trăiau la est de râul Iordan în ceea ce este acum Regatul Iordaniei. În epoca târzie a bronzului din aproximativ 1200 î.Hr. î.Hr. popoarele semitice ale amoniților, moabiților și edomiților au format primele structuri asemănătoare statului la est de Iordan. Au apărut primele orașe. În secolul al VIII-lea î.Hr. zona a intrat sub stăpânirea asirienilor. Din secolul al VI-lea, babilonienii și perșii și-au extins imperiile în zona de la est de Iordan. Din secolul al V-lea nabateii au migrat din sud. Imperiul lor era o cultură înaltă. Ptolemeii greco-macedonieni au preluat conducerea după ce grecii i-au învins pe perși în anul 332 î.Hr., domnind în regatul nabatean. Mai târziu, zona a intrat sub stăpânirea seleucizilor. S-au născut minunatele orașe Gerasa, Pella și Gadara. Liga Decapolis a luat naștere în anul 63 î.Hr. sub protecția Romei. Nabateenii au stabilit un regat cu capitala la Petra, sub protectie romană. Provincia romană Arabia Petrae a fost formată sub împăratul roman Traian în anul 106 d.Hr. Poporul arab nomad al beduinilor a atacat în mod repetat provincia romană. După împărțirea imperiului în 395 d.Hr., provincia a trecut în mâna Imperiului Bizantin. După bătălia de la Yarmouk din 636, Malul de Est a căzut în mâna Imperiului Arabo-Islamic. Arabii au stabilit Malul de Est și islamul s-a răspândit. Cruciații creștini au înaintat pe Malul de Est din 1107. Din 1250 până în 1516, zona a aparținut Imperiului Mameluc ca parte a provinciei Siria. Din 1517 până în 1918 a făcut parte din Imperiul Otoman. După Primul Război Mondial, în 1920 a fost înființat Mandatul Ligii Națiunilor Britanice pentru Palestina, care includea și zona de la est de râul Iordan. În 1923, Malul de Est a fost format ca Mandatul Ligii Popoarelor din Transiordania. A fost un emirat sub dinastia hașemită⁠(d)
În 1946 și-a câștigat independența ca Regatul Transiordaniei. A semnat un pact militar cu Marea Britanie în 1948. Din 1948 până în 1949, statul a luat parte la războiul celorlalte state arabe împotriva Israelului, care a fost proclamat la 14 mai 1948. Transiordania a câștigat Cisiordania și Ierusalimul de Est, statele arabe au pierdut războiul și peste 400.000 de refugiați arabi din Palestina au fost primiți de Iordania. În aprilie 1950, Iordania a anexat Cisiordania și Ierusalimul de Est și a fost redenumită Regatul Hașemit al Iordaniei. După criza de la Suez din octombrie/noiembrie 1956, Statele Unite au devenit principalul aliat al Iordaniei. În iunie 1967, Iordania a pierdut controlul asupra Cisiordaniei și Ierusalimului de Est în războiul de șase zile împotriva Israelului. Alți 400.000 de refugiați palestinieni au fost admiși în Iordania. Într-un război civil din septembrie 1970, armata iordaniană a alungat OLP din țară. Din august 1988, Iordania a renunțat în cele din urmă la pretenția sa față de Cisiordania și Ierusalimul de Est. În 1994, Iordania și Israelul au semnat un tratat de pace.

## Preistorie și istorie timpurie
Conform celor mai recente descoperiri arheologice, ocupația umană continuă a fost demonstrată de peste 10.000 de ani de la perioada mezolitică în părți ale Iordaniei de astăzi. Stilul de viață nomad și sedentar au coexistat în cea mai mare parte.